# Província insular
Província insular é uma província com grau de jurisdição que abrange toda a área de terra de uma ilha.
A província não pode ser chamada de uma "província insular" se uma determinada parte da ilha é regulada ou administrada por uma província separada. Algumas províncias incluem várias ilhas menores.
Algumas das províncias ilha reconhecíveis são:
- Ilha do Príncipe Eduardo no Canadá
- Ilha de Páscoa (Islas de Pascua ou Rapa Nui) no Chile
- Hainan na China
- Bali na Indonésia
- Cebu nas Filipinas
- Jeju-do na Coreia do Sul
- Phuket na Tailândia